# 道の駅あさじ
道の駅あさじ（みちのえき あさじ）は、大分県豊後大野市にある大分県道57号竹田犬飼線の道の駅である。

## 概要
中九州横断道路（国道57号） 朝地IC付近に設置。
開駅当時は国道57号の道の駅であったが、2019年に中九州横断道路（国道57号）が開通したと同時に国道57号の旧道が大分県道57号竹田犬飼線となり、その後に当道の駅の登録路線も変更された。

## 歴史
- 1999年（平成11年）8月27日 - 道の駅第15回登録において、「道の駅あさじ」として登録。
- 2019年（平成31年）4月1日 - 中九州横断道路朝地IC - 竹田IC開通に伴い国道57号の旧道が大分県道57号竹田犬飼線となる

## 施設
- 駐車場
  - 普通車：52台
  - 大型車：8台
  - 身障者用：2台
- トイレ（いずれも24時間利用可能）
  - 男：大 4器、小 7器
  - 女：8器
  - 身障者用：2器
- 公衆電話
- 公衆FAX
- 売店「菜花朧月館」 (9:30 - 17:30)
- レストラン「福寿草」3月 - 5月：10:30 - 17:00、6月 - 9月：10:00 - 17:00、12月30日・1月2日：9:00 - 16:00
- 休憩所（9:30 - 18:00）
- インフォメーションセンター
- 自動販売機コーナー
- 郵便ポスト（竹田郵便局）

## 休館日
- 12月31日 - 1月1日

## アクセス
- 大分県道57号竹田犬飼線（登録路線）
  - 中九州横断道路（国道57号） 朝地IC
  - 大分県道46号緒方朝地線